# Leif Shiras
Pour les articles homonymes, voir Shiras.
Leif Shiras, né le 21 août 1959 à Norwalk dans le Connecticut, est un ancien joueur américain de tennis professionnel.

## Carrière
En 1984, il atteint la finale du Tournoi du Queen's après avoir battu au premier tour Ivan Lendl no 1 mondial (7-5, 6-3). Il s'y incline contre le no 2 mondial John McEnroe (6-1, 3-6, 6-2).
En 1985, il atteint les demi-finales de l'US Open en double mixte avec Kathleen Horvath. Ils s'y inclinent face aux futurs vainqueurs, Martina Navrátilová et Heinz Günthardt (6-4, 6-2).
Il a remporté 3 titres Challenger en simple : à Spring en 1983, Fukuoka en 1986 et Munich en 1987.

## Palmarès

### Finale en simple (1)
| No | Date       | Nom et lieu du tournoi               | Catégorie | Surface      | Vainqueur    | Score         |  |
| -- | ---------- | ------------------------------------ | --------- | ------------ | ------------ | ------------- |  |
| 1  | 11/06/1984 | Stella Artois Championships, Londres |           | Gazon (ext.) | John McEnroe | 6-1, 3-6, 6-2 |  |